# 앤드루 베닌텐디
앤드류 서배스천 베닌텐디(Andrew Sebastian Benintendi, 1994년 7월 6일 ~ )는 "베니"란 별명으로 알려진 미국의 프로 야구 선수로 메이저 리그 베이스볼의 시카고 화이트삭스의 외야수이다. 그는 2016년부터 2020년을 통하여 보스턴 레드삭스에서 활약하였다.
베닌텐디는 아칸소 대학교의 아칸소 레이저백스를 위하여 대학 야구를 활약하였다. 레드삭스는 2015년 메이저 리그 베이스볼 드래프트의 첫 라운드에서 베닌텐디를 선발하였고, 그는 2016년 레드삭스와 함께 자신의 메이저 리그 데뷔를 하였다. 5 피트 10 인치 (1.78m)와 170 파운드 (77kg)인 그는 좌투좌타이다.

## 아마추어 경력

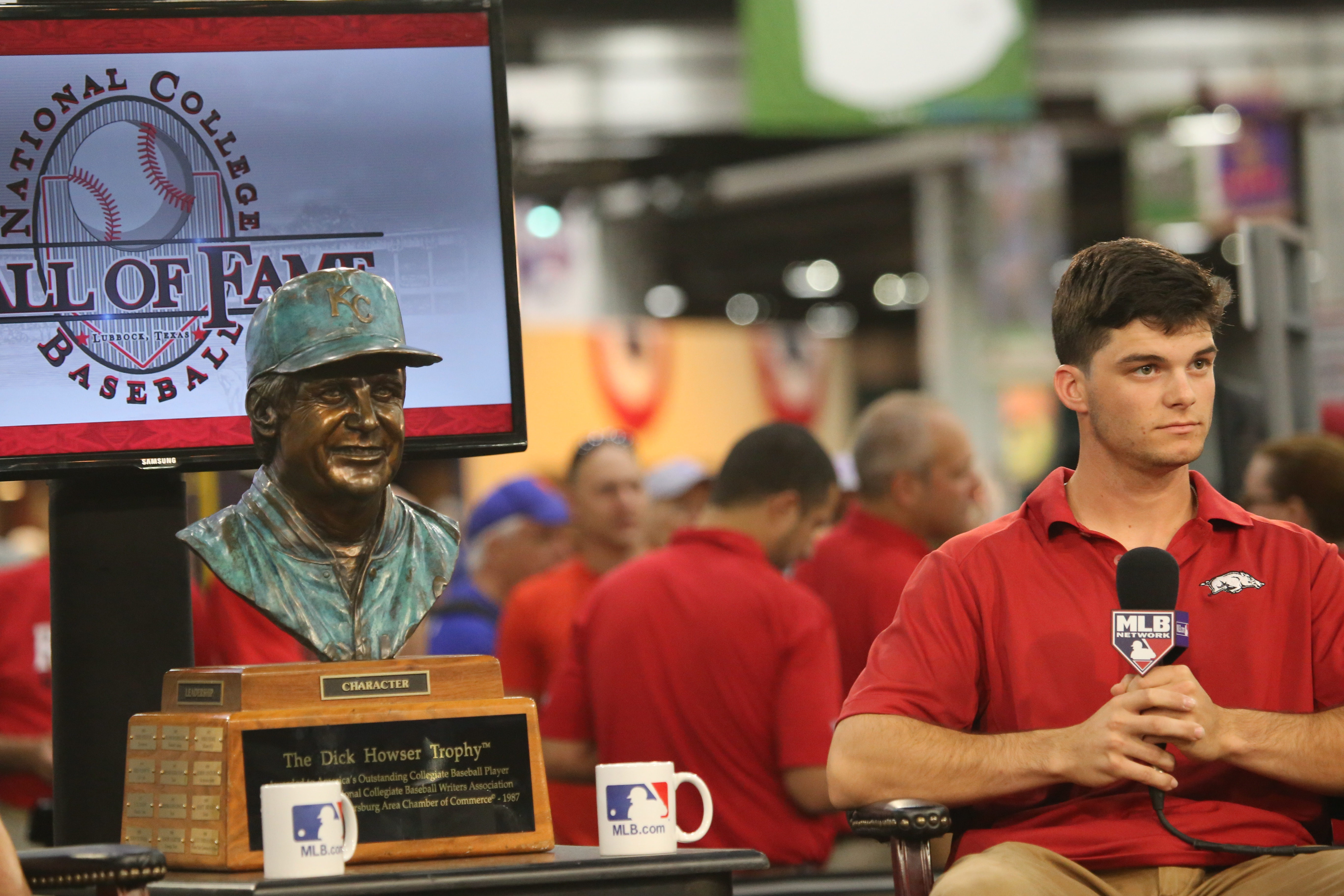
딕 하우저 상을 수상한 베닌텐디 (2015년)

오하이오주 신시내티에서 태어난 베닌텐디는 마데이라에 있는 마데이라 고등학교를 다녔다. 시니어로서 무스탕 야구 팀을 위하여 그는 12개의 홈런, 57개의 타점과 38개의 도루와 함께 .564 점을 타구하였고, "올해의 ABCA/롤링스 국립 고등학교 선수"와 오하이오주 "올해의 게이터레이드 야구 선수"였다. 그는 199개의 매긴 경력 득점의 오하이오주 기록과 함께 자신의 고등학교 경력을 끝냈다. 그는 또한 고등학교 농구를 하였으며 신시내티 인콰이어러 "올해의 디비전 3 공동 선수" 영예를 얻고 경력 포인트 (1,753)과 시즌 포인트 (638), 경력 3 포인트 (180)와 한 시즌에 한 경기에 포인트 (25.5)에서 학교 기록들을 세웠다. 베닌텐디는 2013년 메이저 리그 베이스볼 드래프트의 31번째 라운드에서 신시내티 레즈에 의하여 선발되었으나 계약하지 않았다.
베닌텐디는 아칸소 레이저백스 팀을 위하여 대학 야구를 활약하는 데 아칸소 대학교에 입학하였다. 진실적인 신입생으로서 그는 60개의 출발과 함께 61개의 경기에서 활약하였고, 하나의 홈런과 27개의 타점과 함께 .276/.368/.333 점을 쳤다.
2015년 베닌텐디는 타구 평균 (.380), 홈런 (19), 출루율 (.489), 장타율 (.715)와 볼넷 (47)에서 사우스이스턴 컨퍼런스를 이끌었다. 그는 "올해의 사우스이스턴 컨퍼런스 선수"로 임명되었다. 그는 또한 베이스볼 아메리카 "올해의 선수" 상, 딕 하우저 상과 골든 스파이크스 상을 수상하기도 하였다. 베닌텐디는 2015년 메이저 리그 베이스볼 드래프트를 위한 최고 전망 선수들 중의 하나로 숙고되었다.

## 프로 경력

### 보스턴 레드삭스
베닌텐디는 2015년 메이저 리그 베이스볼 드래프트에서 전체 7위 선발과 함께 보스턴 레드삭스에 의하여 선발되었다. 그는 레드삭스와 계약하여 3.6 백만 달러의 사이닝 보너스를 받았다. 베닌텐디는 클래스 A 쇼트 시즌 뉴욕 펜 리그의 로웰 스피너스와 함께 자신의 프로 데뷔를 이루었다. 그는 클래스 A 그린빌 드라이브를 위하여 19개의 경기를 활약한 2015년 시즌을 끝내 26 루 74 타 (.351)로 가고 1.011의 OPS를 게시하였다. 그는 클래스 A 진출 캐롤라이나 리그의 세일럼 레드삭스와 함께 2016년 시즌을 시작하였고, 5월 15일 클래스 AA 이스턴 리그의 포틀랜드 시독스로 승진을 받았다.

#### 2016년
2016년 8월 2일 레드삭스는 베닌텐디를 드래프트에서 선발된지 단지 421일 후에 더블 A로부터 막바로 메이저 리그로 승진시켰다. 그는 8월 2일 대타로서 시애틀 매리너스를 상대로 자신의 메이저 리그 데뷔를 이루어 8월 3일 이와쿠마 히사시에 자신의 첫 메이저 리그 안타를 기록하였다. 8월 21일 디트로이트 타이거스를 상대로 10 대 5의 패배에서 자신의 첫 메이저 리그 3루타와 홈런 둘다를 기록하였다.
10월 6일 클리블랜드 인디언스를 상대로 2016년 아메리칸 리그 디비전 시리즈의 첫 경기에서 베닌텐디는 인디언스의 투수 트레버 바우어에 자신의 첫 포스트시즌 타석에서 하나의 홈런을 쳤다. 업적과 함께 베닌텐디는 하나의 포스트시즌 경기에서 홈런을 치는 데 최연소 레드삭스 선수가 되었다. 하지만 인디언스는 5 대 4의 득점에 의하여 경기를 우승하고 3개의 경기에서 시리즈를 휩쓸었다. 베닌텐디는 34개의 활약한 경기에서 .295 타구 평균, 31개의 안타, 14개의 타점, 2개의 홈런과 하나의 도루와 함께 2016년 시즌을 끝냈다.

#### 2017년
베닌텐디는 레드삭스의 오프닝 데이 로스터의 일부로서 2017년 시즌을 시작하여 보스턴이 피츠버그 파이리츠를 5 대 3으로 꺾으면서 2위를 타구하였다. 7월 4일 텍사스 레인저스를 상대로 베닌텐디는 11 대 4의 승리에서 6개의 타점, 2개의 홈런과 하나의 2루타와 함께 5 루 5 타로 갔다. 그는 에런 저지가 만장일치로 이긴 이유로 아무 1위 투표들을 받지 않음에 불구하고 "올해의 아메리칸 리그 신인 선수" 투표에서 2위로 왔다. 전체로서 2017년 레드삭스의 정규 시즌 동안 베닌텐디는 151개의 활약한 경기에서 20개의 홈런, 90개의 타점과 20개의 도루와 함께 .271 점을 타구하였다. 결국적인 월드 시리즈 우승 팀 휴스턴 애스트로스를 상대로 아메리칸 리그 디비전 시리즈에서 그는 4개의 홈런에서 하나의 홈런과 2개의 타점과 함께 .250 점 (4 루 16 타)을 타구하였다.

#### 2018년
2018년 레드삭스를 위하여 베닌텐디는 다시 오프닝 데이 로스터에 있었다. 시즌의 전반기를 통하여 그는 팀의 정규 좌익수였으며 보통 무키 베츠의 뒤로 2위를 타구하였다. 7월 8일 베닌텐디는 2018년 메이저 리그 베이스볼 올스타 게임에서 자리를 위하여 아메리칸 리그의 올스타 결승 투표에서 후보로 임명되었다. 시즌에서 그 포인트에 베닌텐디는 14개의 홈런과 55개의 타점과 함께 .293/.379/.515 점의 사선을 가졌다. 최종 투표에서 팬들은 매리너스의 진 세구라를 선발하였다. 시즌을 위하여 베닌텐디는 41개의 2루타, 103개의 매긴 득점, 16개의 홈런과 87개의 타점, 그리고 21개의 도루와 함께 .290 점을 친 148개의 경기에 나왔다. 2018년 메이저 리그 베이스볼 플레이오프에서 베닌텐디는 2개 득점의 경기에서 본루 적재 안타를 방지하는 2개의 뛰어든 노력의 처음인 그해 아메리칸 리그 챔피언십 시리즈의 4번째와 5번째 경기에서 레드삭스를 위하여 승리들을 증명하는 데 최종 아웃을 기록하였다. 레드삭스는 로스앤젤레스 다저스에 2018년 월드 시리즈 우승을 거두어 베닌텐디에게 그의 첫 챔피언십 타이틀을 주었다. 월드 시리즈에서 베닌텐디는 첫 경기에서 4개의 안타를 가졌고, 폴 클래식에서 .333 점을 쳤다.

#### 2019년
베닌텐디는 레드삭스의 정규 좌익수로서 2019년 시즌을 시작하였다. 알렉스 코라 감독은 자신이 팀의 그해 평소 차례로서 베츠가 1위를 타구하면서 차례에 베닌텐디가 2위를 타구하는 데 옮겼을 때 6월의 시작까지 시초적으로 그를 팀의 리드오프 타자로 만들었다. 6월 11일 그는 1루 심판 (빅 카라파자)에 의하여 들렸던 본루 심판 (앙헬 에르난데스)에 관한 자신이 만든 소감으로 자신의 메이저 리그 경력에서 처음으로 퇴장을 당하였다. 시즌을 위하여 베닌텐디는 138개의 경기에 나와 40개의 2루타, 13개의 홈런과 68개의 타점과 함께 .266 점을 타구하였다.

#### 2020년
2020년 2월 8일 레드삭스는 베닌텐디를 2년, 1천만 달러 거래로 계약하는 것을 공고하였다. 7월 29일 그는 뉴욕 메츠의 투수 쥬리스 파밀리아에 그라운드 룰 더블로 자신의 메이저 리그 경력의 500번째 안타를 기록하였다. 베닌텐디는 오른쪽 갈비뼈가 결리면서 10일간 장애자 명단에 놓였다. 베닌텐디의 2020년 캠페인은 45일간 부상자 명단으로 옮겨진 후 9월 8일 종말로 왔다. 2020년 레드삭스와 함께 베닌텐디는 하나의 타점과 함께 4 루 39 타였다.

### 캔자스시티 로열스
2021년 2월 10일 레드삭스는 메츠가 칼릴 리를 받은 동안 자신들이 프란치 코르데로, 조시 윈코우스키와 임명될 3명의 선수들을 얻은 3팀 거래의 일부로서 베닌텐디와 현금 숙고들을 캔자스시티 로열스로 이적시켰다. 이적 첫 시즌이었던 2021년에는 주로 팀의 상위 타선에 위치하면서 살바도르 페레즈와 함께 팀 타선을 이끄는 모습을 보였다. 그리고 시즌 종료 후에는 아메리칸 리그 골드글러브 외야수 부문에 선정되었다. 2022년 시즌에도 팀의 테이블 세터로 출전하여 0.387의 높은 출루율을 기록였다. 그리고 이러한 활약을 바탕으로 전반기 종료 후 아메리칸 리그 올스타에 선정되었다. 이후 좌타 외야수 보강을 노리던 뉴욕 양키스와 트레이드될 것이라는 보도가 나오게 되었고, 7월 27일에 캔자스시티 로열스가 뉴욕 양키스로부터 챈들러 챔플레인, 벡 웨이, TJ 시크마라는 3명의 유망주를 받는 조건으로 트레이드에 동의하면서 팀을 떠나게 되었다.

### 뉴욕 양키스
뉴욕 양키스로 이적 후 팀의 주전 좌익수 역할을 수행해 줄 것으로 기대를 받았지만, 트레이드된 이후 타율 0.254에 0.331의 출루율을 기록하는 등 캔자스시티 로열스 시절보다 비교적 부진하는 모습을 보였다. 그리고 손목 부상을 당하며 시즌 아웃이 되었고, 시즌 종료 후에 FA 자격을 취득하였다.

### 시카고 화이트삭스
2022년 시즌을 마친 후 FA 자격을 취득하였고, 12월 16일에 시카고 화이트삭스와 5년 7500만 달러의 계약을 체결하였다.

## 개인 생활
베닌텐디의 친가 조부모는 이탈리아에서 미국으로 이민을 왔다. 그는 신시내티 레즈의 팬으로 자라왔다.
오프시즌 동안 베닌텐디는 미주리주 세인트루이스에 거주하며 2019년 스탠리 컵이 열린 동안 그는 보스턴 브루인스와는 반대로 세인트루이스 블루스를 위한 자신의 성원을 표명하였다.